# I’ll Sleep When I’m Dead
I’ll Sleep When I’m Dead – singel zespołu Bon Jovi wydany w 1993 za pośrednictwem wytwórni Mercury Records. Czwarty singel promujący album Keep the Faith. Autorami utworu są Jon Bon Jovi, Richie Sambora i Desmond Child.
Kompilacja urywków zaczerpniętych z teledysku do utworu została umieszczona na DVD zespołu, Live from London (1995). Podczas koncertów utwór często jest miksowany z coverem obcego utworu (przykładem są np. „Papa Was a Rollin’ Stone” autorstwa The Temptations i „Jumpin’ Jack Flash” The Rolling Stones).

## Spis utworów

### Edycja amerykańska
Opracowano na podstawie materiału źródłowego.
1. „I’ll Sleep When I’m Dead”
2. „Blaze Of Glory (Live)”

### Wersja brytyjska
Opracowano na podstawie materiału źródłowego.
1. „I’ll Sleep When I’m Dead”
2. „Blaze Of Glory (Live)”
3. „Wild In The Streets (Live)”

## Pozycje na listach przebojów
| Lista                  | Pozycja |
| ---------------------- | ------- |
| Billboard Hot 100      | 97      |
| Mainstream Rock Tracks | 29      |
| UK Top 40              | 17      |
| Austria                | 19      |
| ARIA Singles Chart     | 24      |
| Swiss Music Charts     | 35      |
| Holandia               | 17      |